# 湯川町 (函館市)
湯川町（ゆのかわちょう）は北海道函館市の町名。1丁目から3丁目までが存在する。郵便番号は042-0932 。

## 概要
町名の由来となった、二級河川湯の川に沿って広がる。ホテル、旅館、銭湯などを含んだ、湯の川温泉も同町に位置する。町名は「湯川」町だが、河川や周辺の施設は「湯の川」と表記するなど、表記ゆれがある。

## 地理
西を深堀町・湯浜町、東を榎本町・戸倉町・高松町・根崎町、北を日吉町・花園町、南を津軽海峡に接している。町内には、町名の由来となった湯の川・湯の沢川のほか、松倉川、鮫川が流れる。

## 歴史
同地区は、1939年まで亀田郡湯川町（市町村）の一部で、1960年（昭和35年）3月、昭和35年北海道告示第573号により町名が湯倉町、鮫川町、湯川町、湯浜町とあったのを、湯川町1丁目、湯川町2丁目、湯川町3丁目と整理し、温泉街全域を湯川町の町名で統一して成立した。

### 年表
- 1960年（昭和35年）3月 - 昭和35年北海道告示第573号により成立
- 1964年（昭和39年）1月 - 国立函館光明寮（現・国立函館視力障害センター）開設される[3]
- 1965年（昭和40年） - のちの北海道道901号着工
- 1970年（昭和45年）
  - 7月1日 - 函館市民会館開館
  - 7月 - 函館市熱帯植物園開園[4]
- 1971年（昭和46年）10月 - 函館市熱帯植物園内にサル山開設[4]
- 1972年（昭和47年）2月4日 - 「1972年北海道告示第314号」により「北海道道722号」が路線認定される
- 1975年（昭和50年）2月21日 - 函館市民体育館完成
- 1976年（昭和51年）
  - 8月31日 - 「1976年北海道告示第3075号」により「北海道道901号」として路線認定される
  - 10月 - 函館市電の湯の川停留場が現在地へ移転
- 1978年（昭和53年）9月12日 - 北海道道901号全通
- 1983年（昭和58年）9月10日 - 函館市電の市民会館前停留場開業
- 1987年（昭和62年）2月 - 函館市によって水族館構想「湯の川マリンパーク構想」がまとめられた
- 1990年（平成2年）12月 - 水族館構想「湯の川マリンパーク構想」断念
- 1994年（平成6年）10月1日 - 「北海道道722号」が「北海道道83号」に、「北海道道901号」が「北海道道100号」に変更
- 2015年（平成27年）
  - 1月 - 函館市民体育館閉館
  - 8月1日 - 函館アリーナ開館
- 2016年（平成28年）3月1日 - 函館市電の市民会館前停留場が函館アリーナ前停留場と改称

## 施設

### 公共施設
- 国
  - 国立函館視力障害センター
- 函館市
  - 函館市役所湯川支所
  - 函館アリーナ
  - 函館市民会館
  - 函館市熱帯植物園
  - 函館市中央図書館湯川図書室
  - はこだて療育・自立支援センター
  - 根崎公園ラグビー場
- 郵便
  - 函館東郵便局
  - 湯川温泉郵便局
- 漁港
  - 函館湯川漁港
- 公園
  - 根崎公園
  - 坂の上公園

### 教育機関
- 函館市立湯川小学校
- 函館市立湯川中学校
- 函館大学付属有斗高校
- 函館市南北海道教育センター
- 函館市医師会看護・リハビリテーション学院　湯川キャンパス

### 主な商業施設他
大規模店
- コープさっぽろ湯川店
- イオン湯川店

商店街
- 湯川商店街 - 函館市企業局交通部「湯の川温泉停留場」-「湯の川停留場」- 根崎公園ラグビー場間の北海道道沿いに広がる商店街。組合名は湯川商店振興組合で 2024年（令和6年）1月現在約40店舗が加盟している[5]。

### 神社
- 湯倉神社

## 主要道路
- 国道
  - 国道278号
- 都道府県道
  - 北海道道83号函館南茅部線
  - 北海道道100号函館上磯線

## 交通
同町内には、函館市電の停留場、湯の川停留場、湯の川温泉停留場、函館アリーナ前停留場が位置し、湯の川温泉街アクセスの交通の要所になっている。また、函館バスの湯倉神社前バス停には多くの路線が集まっている。
かつては国鉄戸井線の計画（未成線）があり、湯の川駅の設置が計画されていた。
- 軌道
  - 函館市企業局交通部（函館市電）
    - 函館アリーナ前停留場
    - 湯の川温泉停留場
    - 湯の川停留場
- 路線バス
  - 函館バス
  - 北海道観光バス
- 路線限定乗合バス
  - 函館タクシー（函館帝産バス） - 函館空港連絡バス
- 都市間高速バス
  - 高速はこだて号（北海道中央バス、北都交通、函館バスの共同運行）
  - 函館特急ニュースター号（北海道バス）

## 水族館構想
1987年（昭和62年）2月に函館市によって大規模複合レクリエーション施設「湯の川マリンパーク構想」がまとめられたが、1990年（平成2年）12月に木戸浦隆一市長（当時）は敷地が狭く、実施協力企業が集まらないことを理由に構想を断念した。